# Sibitti
Ne pas confondre avec Sibiti, ville de République du Congo
Le groupe des Sibitti (en akkadien ; on trouve aussi Sebittu, en sumérien Iminbi), les « Sept », est un groupe de sept divinités protectrices secondaires de la Mésopotamie antique.
Le nombre sept semble avoir porté une symbolique forte dans la Mésopotamie antique : il est courant d'invoquer sept génies protecteurs, de combattre sept démons malfaisants, de répéter sept incantations ou sept gestes rituels.
Les Sibitti sont invoquées dans des incantations, afin de combattre des maux causés par des démons. Ils sont souvent associés à leur sœur, la déesse Narudu, qui semble être une adaptation mésopotamienne de la déesse élamite Narundi, ce qui indique que ce groupe de divinités pourrait être d'origine élamite. D'autres textes évoquent les sept fils d'Ishkhara, les associant parfois aux sept fils d'Enmesharra, des divinités mésopotamiennes. C'est surtout dans l'Assyrie que ce groupe de divinités bienfaisantes a pris de l'importance, se voyant dédier des temples à Kalkhu (Nimrud), Dur-Sharrukin (Khorsabad), et Ninive[pas clair], capitales de ce royaume. Ils sont représentés sur un bas-relief du palais d'Assurbanipal à Ninive, comme des hommes barbus vêtus d'une longue tunique, une tiare cylindrique sur la tête, et portant dans leurs mains une dague et une hache, ou bien un arc et un carquois. On sait par ailleurs par des textes qu'on plaçait des figurines les représentant dans des résidences afin d'en assurer la protection contre les forces maléfiques. Les Sept sont par ailleurs assimilés au groupe des sept étoiles constituant les Pléiades, et par suite ils sont parfois symbolisés par sept points (plus rarement sept étoiles) dans l'iconographie des sceaux-cylindres.
Le terme Sibitti sert également à désigner un groupe de sept autres divinités, cette fois-ci démoniaques, associées au dieu infernal et Nergal, en particulier sous sa forme destructrice Erra. Dans le récit mythologique appelé Épopée d'Erra, ils l'assistent dans ses méfaits.